# Neuf Doigts
Pour plus de détails, voir Fiche technique et Distribution.
Neuf Doigts est un film français de F. J. Ossang sorti en 2018.

## Synopsis
Un soir, dans une gare, un quidam, Magloire, tente de secourir un homme agressé, qui lui donne une importante somme d'argent avant de décéder. Magloire s'enfuit avec mais il est aussitôt traqué par une bande de malfrats à ses trousses. Au lieu de le supprimer, elle lui propose de la rejoindre et l’emmène sur un cargo transportant une dangereuse et étrange cargaison de polonium....

## Fiche technique
- Titre français : Neuf Doigts
- Réalisation et scénario : F. J. Ossang
- Photographie : Simon Roca
- Son : Julien Cloquet
- Costumes : Karine Charpentier
- Décors : Rafael Mathe Monteinero
- Producteurs : Sébastien Haguenauer et Luis Urbano
- SOFICA : Cinémage
- Distribution : Capricci Film
- Pays :  France
- Durée : 98 minutes
- Date de sortie : 21 mars 2018

## Distribution
- Paul Hamy : Magloire
- Damien Bonnard : Kurtz
- Pascal Greggory : Ferante
- Elvire : Gerda
- Gaspard Ulliel : le docteur
- Diogo Dória :le capitaine
- Alexis Manenti : Springer
- Lisa Hartmann : Drella
- Lionel Tua : Warner Oland

## Sortie

### Accueil critique
En France, le site Allociné recense une moyenne des critiques presse de 3,2/5, et des critiques spectateurs à 2,8/5.

## Distinctions
- 2017 : Léopard pour la meilleure réalisation au Festival international du film de Locarno[2]